# Pavona xarifae
Pavona xarifae là một loài san hô trong họ Agariciidae. Loài này được Scheer & Pillai mô tả khoa học năm 1974.